# ناپا (گروه موسیقی)
ناپا (انگلیسی: Napa؛ به‌صورت نوشتاری با حروف بزرگ) یک گروه ایندی پرتغالی از مادیرا است که اعضای آن دیوگو گُیش، فرانسیشکو سوزا، ژوآو گی‌لهرم گومش، ژوآو لورنسو گومش و ژوآو رودریگش هستند. این گروه نمایندهٔ پرتغال در یوروویژن ۲۰۲۵ با ترانهٔ «Deslocado» است.

## حرفه
ناپا در سال ۲۰۱۳ در جزیرهٔ مادیرا با نام اولیهٔ Men on the Couch تشکیل شد. اعضای گروه از بندهایی مانند آرکتیک مانکیز، رد هات چیلی پپرز و بیتلز به عنوان منابع الهام خود یاد کرده‌اند. آن‌ها فعالیت موسیقایی خود را با آهنگسازی به زبان انگلیسی آغاز کردند و نخستین آثار خود را در زیرزمین خانهٔ مادربزرگ یکی از اعضای گروه ضبط کردند.
در سال ۲۰۱۹، ناپا نخستین آلبوم خود با نام Senso comum را در بلک‌شیپ استودیوز در شهر سینترا ضبط و منتشر کرد. این پروژه از طریق یک کارزار سرمایه‌گذاری جمعی تأمین مالی شد که حدود ۳٬۵۰۰ یورو بدون حمایت ناشران جمع‌آوری کرد.
در سال ۲۰۲۳، این گروه دومین آلبوم خود با عنوان Logo se vê را منتشر کرد. در همین دوره، نام گروه به ناپا تغییر یافت. در سال ۲۰۲۴، ناپا نخستین تور سراسری خود را در پرتغال برگزار کرد. سپس فیلم کنسرتی با عنوان جهان همچنان می‌چرخد (پرتغالی: O Mundo Continua a Girar) منتشر کردند که طی دو شب اجرای کامل در تئاتر ماریا ماتوش (Maria Matos Theatre) و با سالن‌های کاملاً پُر ضبط شده بود.
در ۵ نوامبر ۲۰۲۴ اعلام شد که این گروه از جمله ترانه‌پردازان شرکت‌کننده در جشنوارهٔ موسیقی Festival da Canção 2025 هستند؛ رقابتی که به عنوان مرحلهٔ انتخاب ملی پرتغال برای مسابقه آواز یوروویژن برگزار می‌شود. سپس مشخص شد که ناپا نه تنها ترانه‌پرداز، بلکه یکی از شرکت‌کنندگان در مسابقه است. آن‌ها در ادامه موفق به کسب مقام نخست جشنواره شده و نمایندگی پرتغال را در مسابقه آواز یوروویژن ۲۰۲۵ در بازل، سوئیس به دست آوردند. در ۱۳ مه ۲۰۲۵، ناپا در نخستین نیمه‌نهایی یوروویژن اجرا کرد و موفق شد به مرحلهٔ فینال در ۱۷ مه ۲۰۲۵ راه یابد.